# Vouillon

Vouillon este o comună în departamentul Indre, Franța. În 1 ianuarie 2022 avea o populație de 224 de locuitori.